# Гнатюк, Наталья Павловна
Наталья Павловна Гнатюк (10 февраля 1950 — 16 октября 2015) — русская писательница, автор научно-популярных книг, поэтесса, мастер спорта по настольному теннису, тренер и судья. Член Союза писателей России и член Союза журналистов России.

## Биография
В 1969 году поступила в ГЦОЛИФК. В 1976 году окончила факультет журналистики МГУ.

## Спортивные достижения[1]
- мастер спорта СССР по настольному теннису;
- Чемпионка СССР и Европы по настольному теннису среди девушек;
- судья республиканской категории;
- основала и 25 лет возглавляла детский теннисный клуб «ТОПС» (Творческое Объединение Перспективных Спортсменов)[2];
- организатор московских и всероссийских турниров по настольному теннису;
- победитель и призер международных ветеранских турниров.
- вдохновитель и президент Международной детской общественной организации Любителей настольного тенниса.

## Фильмография[3]
- «Доживём до понедельника» — эпизодическая роль
- «В добрый час» — эпизодическая роль

## Преподавательская деятельность
В последние годы жизни работала старшим преподавателем в РГУФКСМиТ на кафедре теории и методики индивидуально-игровых видов спорта.
Обладатель Гранта правительства Москвы за авторскую образовательную программу «ТОПС» (программа социокультурной адаптации, персонификации обучения и саморазвития личности в теннисных учебных группах и подростковом клубе).

## Награды
В 2014 году Наталья Павловна награждена Дипломом «За верное служение отечественной литературе», памятным знаком Союза писателей России и медалью «60 лет Московской городской организации Союза писателей России:1954-2014»